# 泰國航空
泰國航空是一家位於泰國的國營航空公司，在1960年成立，同年5月1日正式營運，專營國內航線。泰國航空其中30%股權由北歐航空持有。北歐航空初期為泰航提供營運、管理、市場意見和訓練等協助，使泰航能夠在短時間內能夠不靠北歐航空而獨立運作。1977年泰國政府從北歐航空買回餘下的15%股權，使泰航完全屬於泰國手中。1988年泰國航空被合併至泰國國際航空。